# Rhopalogaster niphardis
Rhopalogaster niphardis är en tvåvingeart som beskrevs av Hermann 1912. Rhopalogaster niphardis ingår i släktet Rhopalogaster och familjen rovflugor.
Artens utbredningsområde är Bolivia. Inga underarter finns listade i Catalogue of Life.